# Maskenbrecher
Maskenbrecher sind vor allem im Ersten Weltkrieg eingesetzte Nasen- und Rachenkampfstoffe, die beim gleichzeitigen Einsatz chemischer Kampfstoffe (dem Buntschießen) durch eine starke Reizwirkung auf die Atemwege dazu führen, dass die betroffenen Personen die Gasmaske abnehmen und dadurch der Einwirkung der eigentlichen Kampfstoffe ausgesetzt sind. Dazu kamen Stoffe wie Adamsit, Diphenylarsinchlorid, Diphenylarsincyanid, Diphenylaminarsincyanid und Pyridin zum Einsatz, die von den damals üblichen Schutzmaskenfiltern nicht zurückgehalten werden konnten. Noch Mitte der 1930er Jahre konnten Maskenbrecher nur von sehr dicken Filtern zurückgehalten werden, welche jedoch die Atmung erschwerten. Moderne ABC-Schutzmaskenfilter halten diese Stoffe jedoch zurück.
Schwebstofffilter, die insbesondere nur kleinste feste Partikel bzw. Feinstäube zurückhalten, wirken nicht gegen gasförmige Maskenbrecherkampfstoffe.

## Weitere Kampfstoffe
- Blaukreuz
- Weißkreuz
- Liste chemischer Kampfstoffe